# Karl Bergemann (Politiker)
Karl Bergemann (* 8. Februar 1878 in Brandenburg (Havel); † 20. Oktober 1949) war ein deutscher Politiker (SPD). Er war gelernter Zimmerer und wurde Gauleiter des Zentralverbandes der Zimmerer in Posen und später in Magdeburg. 1919 wählte man ihn zum Bezirksparteisekretär der SPD in Magdeburg-Anhalt und er wurde zum Landrat im Kreis Calbe an der Saale ernannt. 1922 bis 1924 war Bergemann Regierungspräsident in Merseburg und von 1924 bis 1933 war er Regierungspräsident in Düsseldorf.
Nach der Machtergreifung der Nationalsozialisten beließ der preußische Ministerpräsident Hermann Göring im Februar 1933 Bergemann noch im Amt. Am 17. Februar trat Bergemann aus der SPD aus und wurde am 5. Mai 1933 in den Ruhestand versetzt, obwohl er zum 1. Mai desselben Jahres der NSDAP beigetreten war (Mitgliedsnummer 2.828.016). Er war von 1939 bis 1945 in der Kriegswirtschaftsverwaltung bei der Regierung Düsseldorf beschäftigt sowie in  der Nationalsozialistischen Volkswohlfahrt (NSV) tätig.